# Imposto revolucionário
O imposto revolucionário é uma forma de financiamento para atores não estatais violentos, como guerrilhas e organizações terroristas. Algumas pessoas e opositores das organizações que o utilizem podem considerá-lo um eufemismo para "dinheiro de proteção". Os defensores de tais grupos sustentam, no entanto, que não há diferença entre os impostos revolucionários "extorquidos" determinados grupos e os impostos corporativos cobrados pelos governos.

## Motivações
Os impostos revolucionários são normalmente extorquidos de empresas, desempenhando também “um papel secundário como outro meio de intimidar a população alvo”. Além de obter financiamento e intimidação, o imposto revolucionário e outro tipo de taxas aplicadas por estes grupos podem ser utilizadas para exercer controlo da população das regiões que ocupam/influenciam, assim como uma forma de exercer autoridade e, em alguns casos, criar legitimidade para o seu movimento ou as suas instituições. 

## Exemplos
O IRA Provisório e a FLNC da Córsega extorquiram impostos revolucionários, bem como as seguintes organizações:

### Argentina
A organização neonazi argentina Movimento Nacionalista Tacuara (MNT) exigiu um "imposto revolucionário" de lojas judaicas em Buenos Aires.

### Colômbia
Movimentos guerrilheiros colombianos expandiram o uso do imposto revolucionário nas décadas de 1980 e 1990.

### Espanha
A organização nacionalista basca ETA dependia de impostos revolucionários. Cada uma das pequenas e médias empresas foi extorquida em montantes entre os 35 000 e 400 000 euros. Este financiamento representou a maior parte do orçamento de 10 milhões de euros da ETA em 2001.

### Filipinas
Nas Filipinas, algumas empresas locais e estrangeiras pagam impostos revolucionários ao Novo Exército Popular, movimento de inspiração Maoísta. Segundo o exército, o imposto é um grande obstáculo ao desenvolvimento do país, enquanto que o Novo Exército Popular o justifica como um imposto a ser pago ao entrar em territórios controlados pelos rebeldes.

### Nepal
As guerrilhas maoístas do Nepal também reextorquiram amplamente impostos revolucionários.

### Portugal
As Forças Populares 25 de Abril impuseram imposto revolucionário sobre algumas empresas. Entre os casos mais famosos, encontra-se o do empresário Clariano Marques Baía, assassinado a 12 de Maio de 1980, por se recusar a pagar o imposto revolucionário.